# Domleschg
Domleschg (toponimo tedesco) è un comune svizzero di 2 222 abitanti del Canton Grigioni, nella regione Viamala.

## Geografia fisica
Il comune si trova nell'omonima valle Domigliasca (toponimo italiano; in tedesco Domleschg, in romancio Tumleastga),  alla destra del Reno Posteriore.

## Storia
Il comune di Domleschg è stato istituito il 1º gennaio 2015 con la fusione dei comuni soppressi di Almens, Paspels, Pratval, Rodels e Tomils (il quale a sua volta nel 2009 aveva inglobato i comuni soppressi di Feldis, Scheid e Trans); capoluogo comunale è Tomils.

## Geografia antropica
Non esiste alcun centro abitato denominato "Domleschg": si tratta pertanto di un comune sparso, il cui capoluogo è Tomils.

### Frazioni
Le frazioni di Domleschg sono:
- Almens[7]
  - Mulegns
- Paspels[8]
  - Canova
  - Dusch[9]
- Pratval[10]
  - Grossrietberg
  - Hof
  - Kleinrietberg
  - Mühle
  - Rietbach
- Rodels[11]
  - Nueins
- Tomils[4][12]
  - Feldis[13]
  - Scheid[14]
    - Oberscheid
    - Unterscheid

  - Trans[15]

## Infrastrutture e trasporti
Domleschg è servito dalla stazione di Rodels-Realta della Ferrovia Retica (linea Landquart-Coira-Thusis). L'uscita autostradale più vicina è quella di Rothenbrunnen, sulla A13/E43, a 3 km da Domleschg; dista 20 km da Coira.